# 上中里
上中里（かみなかざと）は、東京都北区の町名。現行行政地名は上中里一丁目から上中里三丁目。全域が住居表示実施済み区域である。

## 地理
東京都北区の南東部に位置し、滝野川地区内に当たる。東は東田端、南は中里および西ケ原、西は西ケ原および栄町、北は堀船および昭和町、わずかに荒川区西尾久と接する。
町内の中央を南西から北東に向かってJR東日本京浜東北線（路線名称は東北本線）、湘南新宿ライン（路線名称は山手貨物線）、東北新幹線が、北東辺には東北本線の尾久支線が、さらに北西辺には都電荒川線の線路が走っており、京浜東北線・尾久支線・都電荒川線それぞれ1駅ずつが町内に存在する。
京浜東北線の電車が走る線路を境にして南側の一丁目は武蔵野台地に属する高台であり、一方北側の2丁目 - 3丁目は隅田川沿いの低地に当たる、下町に分類される地域である。この間を結んでいる、瀧野川女子学園前からJR上中里駅前を通り、左に湾曲しながら平塚神社脇に上っていく坂は、蝉坂あるいは攻坂と呼ばれる。坂下に当たる二丁目・三丁目はいずれも住宅と工場が混在する地域であるが、北東部の大部分はJR東日本尾久車両センターの敷地となっている。尾久車両センターの北西にある梶原踏切は開かずの踏切で死亡事故が何度か発生していた。そのため、地元から従来の跨線橋を改築して欲しいとの要望が上がり、1998年（平成10年）9月2日に日本国内では初めて屋根およびエレベーター両方が設置された跨線橋「上中里さわやか橋」として開通した。

### 地価
住宅地の地価は、2025年（令和7年）1月1日の公示地価によれば、中里1-26-10の地点で70万4000円/m2となっている。

## 歴史
1889年（明治22年）の町村制施行時点における北豊島郡滝野川村（1913年に町制施行し滝野川町へ）大字上中里が現在の上中里一 - 三丁目の由来である。滝野川町は1932年（昭和7年）に東京市へ編入され滝野川区へ移行し、大字上中里は上中里町となる。1947年（昭和22年）に滝野川区は王子区と合併し北区が成立。その後1953年（昭和28年）に町名整理により上中里町の一部が上中里一丁目・二丁目となった。
1965年に住居表示が実施され、上中里一丁目・二丁目をそのまま継承し改めて上中里一丁目・二丁目が成立、1966年には上中里町の残部にも住居表示が行われ上中里三丁目が成立。上中里町は廃止された。

### 沿革
- 1965年（昭和40年）7月1日 - 住居表示の実施により上中里一丁目・二丁目が成立。
- 1966年（昭和41年）2月1日 - 住居表示の実施により上中里三丁目が成立。

### 町名の変遷
| 実施後       | 実施年月日               | 実施前       |
| ------------ | ------------------------ | ------------ |
| 上中里一丁目 | 1965年（昭和40年）7月1日 | 上中里一丁目 |
| 上中里二丁目 | 1965年（昭和40年）7月1日 | 上中里二丁目 |
| 上中里三丁目 | 1966年（昭和41年）2月1日 | 上中里町     |

## 世帯数と人口
2023年（令和5年）1月1日現在（東京都発表）の世帯数と人口は以下の通りである。
| 丁目         | 世帯数    | 人口    |
| ------------ | --------- | ------- |
| 上中里一丁目 | 1,450世帯 | 2,766人 |
| 上中里二丁目 | 1,634世帯 | 2,570人 |
| 上中里三丁目 | 703世帯   | 1,251人 |
| 計           | 3,787世帯 | 6,587人 |

### 人口の変遷
国勢調査による人口の推移。
| 年                 | 人口  |
| ------------------ | ----- |
| 1995年（平成7年）  | 7,176 |
| 2000年（平成12年） | 6,859 |
| 2005年（平成17年） | 6,751 |
| 2010年（平成22年） | 6,578 |
| 2015年（平成27年） | 6,532 |
| 2020年（令和2年）  | 6,654 |

### 世帯数の変遷
国勢調査による世帯数の推移。
| 年                 | 世帯数 |
| ------------------ | ------ |
| 1995年（平成7年）  | 3,157  |
| 2000年（平成12年） | 3,171  |
| 2005年（平成17年） | 3,230  |
| 2010年（平成22年） | 3,271  |
| 2015年（平成27年） | 3,395  |
| 2020年（令和2年）  | 3,565  |

## 学区
区立小・中学校に通う場合、学区は以下の通りとなる（2023年10月時点）。
| 丁目         | 番地 | 小学校                 | 中学校           |
| ------------ | ---- | ---------------------- | ---------------- |
| 上中里一丁目 | 全域 | 北区立滝野川小学校     | 北区立飛鳥中学校 |
| 上中里二丁目 | 全域 | 北区立滝野川第五小学校 | 北区立堀船中学校 |
| 上中里三丁目 | 全域 | 北区立滝野川第五小学校 | 北区立堀船中学校 |

## 交通

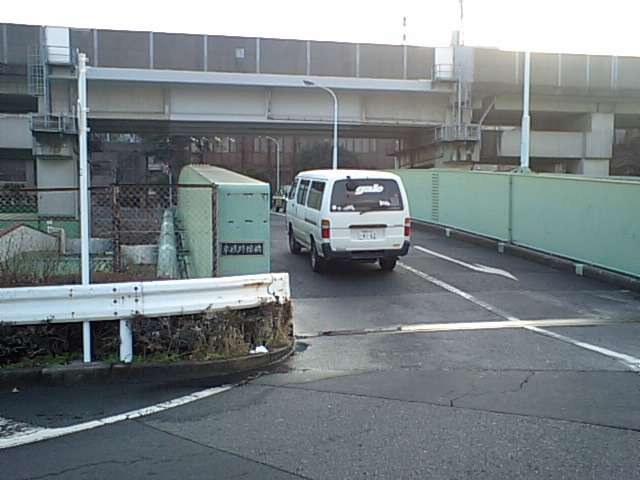
車坂跨線橋

### 鉄道
- JR京浜東北線 ■上中里駅
- JR宇都宮線・高崎線 ■尾久駅 - 出入口が設けられている。（所在地：昭和町）
- 都電荒川線 ■梶原停留場

### 道路
- 東京都道306号王子千住夢の島線（明治通り）
- 東京都道455号本郷赤羽線（本郷通り）

## 事業所
2021年（令和3年）現在の経済センサス調査による事業所数と従業員数は以下の通りである。
| 丁目         | 事業所数  | 従業員数 |
| ------------ | --------- | -------- |
| 上中里一丁目 | 67事業所  | 569人    |
| 上中里二丁目 | 84事業所  | 1,164人  |
| 上中里三丁目 | 63事業所  | 333人    |
| 計           | 214事業所 | 2,066人  |

### 事業者数の変遷
経済センサスによる事業所数の推移。
| 年                 | 事業者数 |
| ------------------ | -------- |
| 2016年（平成28年） | 227      |
| 2021年（令和3年）  | 214      |

### 従業員数の変遷
経済センサスによる従業員数の推移。
| 年                 | 従業員数 |
| ------------------ | -------- |
| 2016年（平成28年） | 2,431    |
| 2021年（令和3年）  | 2,066    |

## 施設
- 瀧野川女子学園中学校・高等学校
- 東日本旅客鉄道（JR東日本）尾久車両センター
- 平塚神社
- 城官寺 - 真言宗豊山派の仏教寺院。
- 平塚亭 - 団子屋。内田康夫の小説に登場する和菓子屋のモデル。テレビの『おかしな刑事』シリーズでは、度々店の前の緋毛氈が敷かれた縁台で、主人公の父娘が団子を食べながら捜査状況を語り合う（実際の店舗には縁台は無い）。

### その他
- 中里貝塚・中里遺跡

## その他

### 日本郵便
- 郵便番号 : 114-0016[3]（集配局 : 王子郵便局[20]）。